# Donnellson (Illinois)
Donnellson és una població dels Estats Units a l'estat d'Illinois. Segons el cens del 2000 tenia 243 habitants.

## Demografia
Segons el cens del 2000, Donnellson tenia 243 habitants, 93 habitatges, i 63 famílies. La densitat de població era de 390,9 habitants/km².
Dels 93 habitatges en un 36,6% hi vivien nens de menys de 18 anys, en un 53,8% hi vivien parelles casades, en un 11,8% dones solteres, i en un 31,2% no eren unitats familiars. En el 25,8% dels habitatges hi vivien persones soles el 14% de les quals corresponia a persones de 65 anys o més que vivien soles. El nombre mitjà de persones vivint en cada habitatge era de 2,61 i el nombre mitjà de persones que vivien en cada família era de 3,23.
Per edats la població es repartia de la següent manera: un 30,9% tenia menys de 18 anys, un 10,3% entre 18 i 24, un 26,7% entre 25 i 44, un 18,5% de 45 a 60 i un 13,6% 65 anys o més.
L'edat mediana era de 34 anys. Per cada 100 dones de 18 o més anys hi havia 97,6 homes.
La renda mediana per habitatge era de 28.365 $ i la renda mediana per família de 27.917 $. Els homes tenien una renda mediana de 36.875 $ mentre que les dones 22.500 $. La renda per capita de la població era de 13.665 $. Aproximadament el 7,6% de les famílies i el 13,4% de la població estaven per davall del llindar de pobresa.

## Poblacions més properes
El següent diagrama mostra les poblacions més properes.